# Grammy Awards 2009
La 51ª edizione dei Grammy Awards si è svolta l'8 febbraio 2009 allo Staples Center di Los Angeles.
I trionfatori della premiazione sono stati Robert Plant e Alison Krauss con cinque riconoscimenti. Lil Wayne invece è l'artista con il maggior numero di nomination (8).

## Esibizioni
In questa edizione ci sono state 25 performance:
| Artista/i                                          | Canzone/i interpretata/e                    |
| -------------------------------------------------- | ------------------------------------------- |
| U2                                                 | Get on Your Boots                           |
| Al Green Justin Timberlake Keith Urban Boyz II Men | Let's Stay Together                         |
| Coldplay Jay-Z                                     | Lost!                                       |
| Coldplay                                           | Viva la vida                                |
| Carrie Underwood                                   | Last Name                                   |
| Kid Rock                                           | Amen All Summer Long Rock N Roll Jesus      |
| Taylor Swift Miley Cyrus                           | Fifteen                                     |
| Jennifer Hudson                                    | You Pulled Me Through                       |
| Jonas Brothers Stevie Wonder                       | Burnin' Up Superstition                     |
| Katy Perry                                         | I Kissed a Girl                             |
| Estelle Kanye West                                 | American Boy                                |
| Kenny Chesney                                      | Better as a Memory                          |
| T.I. Jay-Z Lil Wayne Kanye West M.I.A.             | Swagga like Us                              |
| M.I.A.                                             | Paper Planes                                |
| Paul McCartney Dave Grohl                          | I Saw Her Standing There                    |
| Sugarland                                          | Stay                                        |
| Adele Jennifer Nettles                             | Chasing Pavements                           |
| Radiohead Spirit of Troy                           | 15 Step                                     |
| T.I. Justin Timberlake                             | Dead and Gone                               |
| Duke Fair Jamie Foxx Ne-Yo Smokey Robinson         | Four Tops Medley                            |
| Neil Diamond                                       | Sweet Caroline                              |
| John Mayer B.B. King Buddy Guy Keith Urban         | Bo Diddley                                  |
| Lil Wayne Robin Thicke                             | Tie My Hands                                |
| Robert Plant Alison Krauss                         | Rich Woman Gone, Gone, Gone (Done Moved On) |
| Stevie Wonder                                      | All About the Love Again                    |

## Vincitori e candidati
I vincitori sono scritti in grassetto.

### Categorie principali

#### Registrazione dell'anno
- Please Read the Letter - Robert Plant e Alison Krauss; T Bone Burnett (produttore); Mike Piersante (ingegnere/mixer)
- Chasing Pavements - Adele; Eg White (produttore); Tom Elmhirst e Steve Price (ingegnere/mixer)
- Viva la Vida - Coldplay; Markus Dravs, Brian Eno e Rik Simpson (produttori); Michael Brauer e Rik Simpson (ingegneri/mixers)
- Bleeding Love - Leona Lewis; Simon Cowell, Clive Davis e Ryan Tedder (produttori); Craig Durrance, Phil Tan e Ryan Tedder (ingegneri/mixers)
- Paper Planes - M.I.A.; Diplo (produttore); Switch (ingegnere/mixer)

#### Canzone dell'anno
- Viva la vida scritta e cantata dai Coldplay
- American Boy scritta da Estelle, Keith Harris, John Legend, Josh Lopez, Caleb Speir, Kanye West & will.i.am  e cantata da Estelle con Kanye West)
- Chasing Pavements scritta da Adele Adkins & Eg White e cantata da Adele
- I'm Yours scritta e cantata da Jason Mraz
- Love Song scritta e cantata da Sara Bareilles

#### Miglior artista esordiente
- Adele
- Duffy
- The Jonas Brothers
- Lady Antebellum
- Jazmine Sullivan

#### Album dell'anno
- Raising Sand - Robert Plant ed Alison Krauss
- In Rainbows - Radiohead
- Tha Carter III - Lil Wayne
- Viva la vida or Death and All His Friends - Coldplay
- Year of the Gentleman - Ne-Yo

### Pop

#### Miglior album pop vocale
- Rockferry - Duffy
- Detours - Sheryl Crow
- Long Road Out of Eden - Eagles
- Spirit - Leona Lewis
- Covers - James Taylor

#### Miglior interpretazione vocale pop femminile
- Adele - Chasing Pavements
- Sara Bareilles - Love Song
- Duffy - Mercy
- Leona Lewis - Bleeding Love
- Katy Perry - I Kissed a Girl
- Pink - So What

#### Miglior interpretazione vocale pop maschile
- John Mayer - Say
- Kid Rock - All Summer Long
- Paul McCartney - That Was Me
- Jason Mraz - I'm Yours
- Ne-Yo - Closer
- James Taylor - Wichita Lineman

#### Miglior interpretazione vocale pop di gruppo
- Coldplay - Viva la vida
- Eagles - Waiting in the Weeds
- Gnarls Barkley - Going On
- Maroon 5 - Won't Go Home Without You
- OneRepublic - Apologize

#### Miglior collaborazione vocale pop
- Robert Plant e Alison Krauss - Rich Woman
- Alicia Keys e John Mayer – Lesson Learned
- Madonna, Justin Timberlake e Timbaland – 4 Minutes
- Maroon 5 e Rihanna – If I Never See Your Face Again
- Jordin Sparks e Chris Brown – No Air

### Rock

#### Miglior album rock
- Viva la vida or Death and All His Friends - Coldplay
- Rock n Roll Jesus - Kid Rock
- Only by the Night - Kings of Leon
- Death Magnetic - Metallica
- Consolers of the Lonely - The Raconteurs

#### Miglior canzone rock
- Girls in Their Summer Clothes, scritta da Bruce Springsteen, cantata da Bruce Springsteen
- Violet Hill, scritta da Guy Berryman, Jonny Buckland, Will Champion e Chris Martin, cantata da Coldplay
- I Will Possess Your Heart, scritta da Ben Gibbard, Nick Harmer, Jason McGerr, Chris Walla, cantata da Death Cab for Cutie
- Sex on Fire, scritta da Kings of Leon, cantata da Kings of Leon
- House of Cards, scritta da Radiohead, cantata da Radiohead

#### Miglior interpretazione vocale rock solista
- John Mayer - Gravity
- Paul McCartney – I Saw Her Standing There
- Bruce Springsteen – Girls in Their Summer Clothes
- Eddie Vedder – Rise
- Neil Young – No Hidden Path

#### Miglior interpretazione rock di un duo o un gruppo
- Kings of Leon - Sex on Fire
- AC/DC – Rock 'N Roll Train
- Coldplay – Violet Hill
- Radiohead – House of Cards
- The Eagles – Long Road Out of Eden

#### Miglior interpretazione hard rock
- The Mars Volta - Wax Simulacra
- Disturbed - Inside the Fire
- Judas Priest - Visions
- Mötley Crüe - Saints of Los Angeles
- Rob Zombie - The Lords of Salem

#### Miglior interpretazione metal
- Metallica - My Apocalypse
- DragonForce – Heroes of Our Time
- Judas Priest – Nostradamus
- Ministry – Under My Thumb
- Slipknot – Psychosocial

### Alternativa

#### Miglior album di musica alternative
- In Rainbows - Radiohead
- Modern Guilt - Beck
- Narrow Stairs - Death Cab for Cutie
- The Odd Couple - Gnarls Barkley
- Evil Urges - My Morning Jacket

### Reggae

#### Miglior album reggae
- Jah Is Real - Burning Spear
- Let's Get Physical - Elephant Man
- Vibes - Heavy D
- Repentance - Lee "Scratch" Perry
- Intoxication - Shaggy
- Amazing - Sly & Robbie

### R&B

#### Miglior canzone R&B
- Miss Independent, scritta da M.S. Eriksen, T.E. Hermansen e Ne-Yo, eseguita da Ne-Yo
- Bust Your Windows, scritta da Salaam Remi e Jazmine Sullivan, eseguita da Jazmine Sullivan
- Customer, scritta da I. Barias, Raheem DeVaughn, C. Haggins, K. Oliver e J. Smith, eseguita da Raheem DeVaughn
- Heaven Sent, scritta da Keyshia Cole, Jason Farmer ed Alex Francis, eseguita da Keyshia Cole
- Spotlight, scritta da M.S. Eriksen, T.E. Hermansen e Ne-Yo, eseguita da Jennifer Hudson

#### Miglior album R&B
- Jennifer Hudson - Jennifer Hudson
- Love & Life - Eric Benét
- Motown: A Journey Through Hitsville USA - Boyz II Men
- Lay It Down - Al Green
- The Way I See It - Raphael Saadiq

### Country

#### Miglior album country
- Troubadour – George Strait
- That Lonesome Song - Jamey Johnson
- Sleepless Nights - Patty Loveless
- Around the Bend - Randy Travis
- Heaven, Heartache and the Power of Love - Trisha Yearwood

### Dance/elettronico

#### Miglior album dance/elettronico
- Alive 2007 - Daft Punk
- New York City - Brazilian Girls
- Bring Ya to the Brink - Cyndi Lauper
- X - Kylie Minogue
- Last Night - Moby
- Robyn - Robyn

#### Miglior registrazione dance
- Harder, Better, Faster, Stronger (Alive 2007) - Daft Punk
- Ready for the Floor - Hot Chip
- Just Dance - Lady Gaga e Colby O'Donis
- Give It 2 Me - Madonna
- Disturbia - Rihanna
- Black and Gold - Sam Sparro

### New Age

#### Miglior album new age
- Peace Time - Jack DeJohnette
- Meditations - William Ackerman
- Pathfinder - Will Clipman
- Ambrosia - Peter Kater
- The Scent of Light - Ottmar Liebert e Luna Negra

### Rap

#### Miglior album rap
- Tha Carter III - Lil Wayne
- American Gangster - Jay-Z
- The Cool - Lupe Fiasco
- Untitled - Nas
- Paper Trail - T.I.

#### Miglior canzone rap
- Lollipop, scritta da Deezle, Lil Wayne, Static Major, Jim Jonsin e Rex Zamor, cantata da Lil Wayne e Static Major
- Low, scritta da Flo Rida e T-Pain, cantata da Flo Rida ft. T-Pain
- Sexual Eruption, scritta da Snoop Dogg, S. Lovejoy e D. Stewart, cantata da Snoop Dogg
- Superstar, scritta da Lupe Fiasco, cantata da Lupe Fiasco ft. Soundtrak
- Swagga like Us, scritta da M.I.A., Lil Wayne, Jay-Z, T.I., Topper Headon, Mick Jones, Diplo, Paul Simonon, Joe Strummer e Kanye West, cantata da T.I. ft. Jay-Z, Lil Wayne, Kanye West e M.I.A.

#### Migliore collaborazione con un artista rap
- Estelle feat. Kanye West – American Boy
- Flo Rida feat. T-Pain – Low
- John Legend feat. André 3000 – Green Light
- Lil Wayne feat. T-Pain – Got Money
- Lupe Fiasco feat. Matthew Santos – Superstar

#### Miglior interpretazione rap solista
- Lil Wayne - A Milli
- Jay-Z – Roc Boys (And the Winner Is)...
- Lupe Fiasco – Paris, Tokyo
- Nas – N.I.G.G.E.R. (The Slave and the Master)
- Snoop Dogg – Sexual Eruption

### Produzione

#### Produttore dell'anno, non classico
- Rick Rubin
- Danger Mouse
- Nigel Godrich
- Johnny K
- will.i.am

#### Miglior composizione remixata, non classica
- "Electric Feel (Justice Remix)" - Justice
- "Closer (StoneBridge Radio Edit)" - StoneBridge
- "4 Minutes (Junkie XL Remix)" - Junkie XL
- "Just Fine (Moto Blanco Remix)" - Moto Blanco
- "The Longest Road (Deadmau5 Remix)" - Deadmau5

### Videoclip

#### Miglior videoclip
- Pork and Beans - Weezer; Mathew Cullen (regista); Bernard Rahill (produttore)[2]
- Honey - Erykah Badu
- Who's Gonna Save My Soul - Gnarls Barkley
- House of Cards - Radiohead
- Another Way to Die - Jack White e Alicia Keys